# Птолемей XII
Птолемей XII, с официални прозвища Теос Филопатор Филаделф Неос Дионис (на гръцки: Πτολεμαῖος Νέος Διόνυσος Θεός Φιλοπάτωρ Θεός Φιλάδελφος; * между 115 и 107 г. пр.н.е.; † февруари/март 51 г. пр.н.е.) е египетски фараон от династията на Птолемеите.
Той е баща на прочутата Клеопатра VII, последната владетелка от династията. Получава прякора Авлет (Auletes – флейтист) защото прекарвал повечето време в празници и свирене на флейта. Допълнителното име Neos Dionysos си избира заради култа му към Дионис.

## Произход и ранни години
Птолемей XII е син на Птолемей IX Филометор Сотер II (Латир) от династията на Птолемеите. Майка му вероятно е Клеопатра Селена I, втората съпруга на Птолемей IX или неизвестна друга жена. Възможно е също да е син на Птолемей XI и Клеопатра IV.
След убийството на Птолемей XI от тълпата в Александрия през 80 г. пр.н.е., Птолемей XII и брат му останали единствените живи мъжки наследници на Птолемеевата династия, въпреки че най-вероятно са нелегитимни. Те се намирали в изгнание при двора на понтийския цар Митридат VI в Синоп.

## Управление
През 80 г. пр.н.е. (малко преди 11 септември) Птолемей XII се качва на трона и е коронован през 79 г. пр.н.е. в Александрия. Въпреки споровете за неговата легитимност, римският Сенат разрешава на Птолемей XII да стане цар, главно защото не е назрял момента за окупация на Египет. Той се жени за сестра си Клеопатра V Трифена, извънбрачна дъщеря на Птолемей IX или дъщеря на Птолемей X Александър I и управлява заедно с нея и с Клеопатра VI (спорно дали сестра или дъщеря).
Птолемей Авлет провежда про-римска политика и раздава щедри подкупи на римските магистрати, за да продължи да бъде смятан за съюзник на Рим. Поради финансовите затруднения царят взема заеми от римските кредитори и натрупва големи дългове. В резултат на тежките данъци, които са въведени, местното население въстава и през 58 г. пр.н.е. Птолемей XII е изгонен. Той отива в Рим където моли за помощ, но отначало Сената не обръща внимание на исканията му. В периода 58 – 55 г. пр.н.е. Египет е управляван от дъщерите на Авлет – Клеопатра VI и Береника IV.
Римските кредитори осъзнават, че ако Птолемей не бъде върнат на власт, Египет няма да им изплати дълговете от взетите заеми. Те настройват общественото мнение и Сената склонява да подкрепи връщането на Авлет. През 55 г. пр.н.е. Птолемей Авлет плаща 10 хиляди таланта на римския легат Авъл Габиний, за да извърши интервенция, с която да го върне на трона в Египет. С римска помощ Птолемей XII Авлет е възстановен обратно на трона, екзекутира дъщеря си Береника и нейните привърженици и остава фараон до смъртта си (51 г. пр.н.е.).
Около 2000 римски войници остават в Египет, за да пазят царя. Птолемей обаче не е в състояние да върне дълговете си към Рим и затова се съгласява римските магистрати да поемат управлението на финансите в държавата. Експлоатацията на населението довежда до нови размирици, а стойността на египетската валута пада.

## Наследници
В завещанието си Птолемей XII посочва за свои наследници непълнолетните Клеопатра VII и Птолемей XIII. Между тях и другите му потомци – Арсиноя IV и Птолемей XIV започват борби за трона, които довеждат до края на Птолемеевата династия и анексирането на Египет от римляните през 31 г. пр.н.е.